# Pelé
Edson Arantes do Nascimento, poznatiji po svome nadimku Pelé (Três Corações, 23. listopada 1940. – Morumbi, 29. prosinca 2022.) bio je brazilski nogometaš. 
Uz Diega Maradonu smatra se najboljim nogometašem u povijesti nogometa, kojim ga je 1999. godine proglasila FIFA. Usto, Međunarodni olimpijski odbor, nakon glasovanja provedenog po nacionalnim olimpijskim odborima, u prosincu 1999. proglasio ga je jednim od pet najboljih sportaša 20. stoljeća (uz njega tu su još bili Carl Lewis, Muhammad Ali, Michael Jordan i Mark Spitz), dodijelivši mu nagradu službenog glasila MOO-a, "Olimpic Review", i diplomu.

## Životopis
Rođen je u mjestu Três Corações i odrastao u siromaštvu, kao i većina brazilskih nogometaša. Svoj je nadimak Pelé najvjerojatnije dobio po portugalskoj riječi pelado, što znači bosonog ili pak po dijalektalnom izrazu za dvorište.  Otac Joao Ramos do Nascimento, je također bio nogometaš poznat pod imenom Dondinho, ali je zbog ozljede morao prekinuti sportsku karijeru. Vrlo je brzo primijetio da ima nadarenog sina i učio ga igrati što više lijevom nogom, kako bi i s njom bio jednako spretan kao i desnom. 
S 11 godina uočio ga je umirovljeni brazilski nogometaš Waldemar de Brito, nazvao je upravu kluba Santos (Santos Futebol Clube) iz São Pauloa, koji su Peléa onda angažirali za plaću od 6 cruseira. Sa 16 godina Santosov trener ga ubacuje u prvu momčad i već na prvoj utakmici zabija gol.
O nadarenom mladiću glasine su se proširile i brazilski izbornik Silvio Pirila ga je pozvao na utakmicu protiv Argentine u Rio de Janeiru. Pelé je odmah osvojio navijače pogotkom i atraktivnim potezima.
Te godine Pelé je za Santos dao 58 pogodaka i dobio poziv za Svjetsko prvenstvo 1958. u Švedskoj. Tada je imao 17 godina i tako postao najmlađi svjetski prvak u nogometu. Svojom koordinacijom pokreta i brzinom je odskakao od prosjeka; pretrčao bi 100 metara za 11 sekundi, skakao je 650 cm u dalj i 180 cm u vis. U karijeri je postigao preko 1.200 pogodaka, iako su u tu brojku uračunate i prijateljske utakmice, kao i golovi postignuti na služenju vojnoga roka. U ligaškim natjecanjima postigao je ukupno 589 golova u 605 odigranih utakmica.
Preminuo je 29. prosinca 2022. u bolnici u Morumbiju.

## Filmovi
- Bijeg u pobjedu
- Pelé: legenda je rođena

## Vanjske poveznice
- FIFA Worldcup Archives  Arhivirana inačica izvorne stranice od 1. kolovoza 2003. (Wayback Machine) (from Yahoo).
- Video of Pelé scoring a penalty against Plymouth Argyle.
- The History Of Pelé  Arhivirana inačica izvorne stranice od 20. listopada 2006. (Wayback Machine)
- ESPN Classic - Pelé, King of Futbol
- Popis FIFA 100 sastavljen od Peléa